# شاهین جنگلی پنهانگر
شاهین جنگلی پنهانگر (نام علمی: Micrastur mintoni) یک گونه از پرندگان شکاری از خانواده شاهینان است که در جنگل‌های بارانی جنوب شرق آمازون در برزیل و بولیوی می‌شود. اگرچه در محدوده آمازونی آن نامعمول است، اما همچنان گسترده‌است؛ بنابراین توسط انجمن جهانی پرندگان و اتحادیه بین‌المللی حفاظت از طبیعت به عنوان کمترین نگرانی رتبه‌بندی شده‌است. برخلاف شاهین جنگلی خط‌دار، که مدت‌هاست در یک مجموعه گونه‌های پنهان با آن اشتباه گرفته می‌شود، شاهین‌های جنگلی پنهانگر بالغ فقط یک نوار سفید در دم دارند (افزودن بر نوار نازک سفید در لبه دم).